# 清水晴風
清水 晴風（しみず せいふう、嘉永4年1月10日（1851年2月10日） - 大正2年（1913年）7月16日）は、明治時代の郷土玩具研究者。幼名は半七、通称は仁兵衛。「おもちゃ博士」の名で呼ばれる。

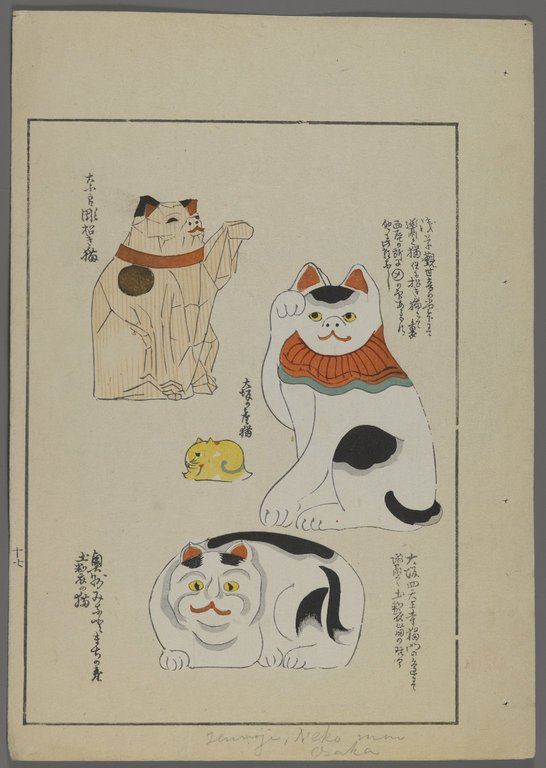
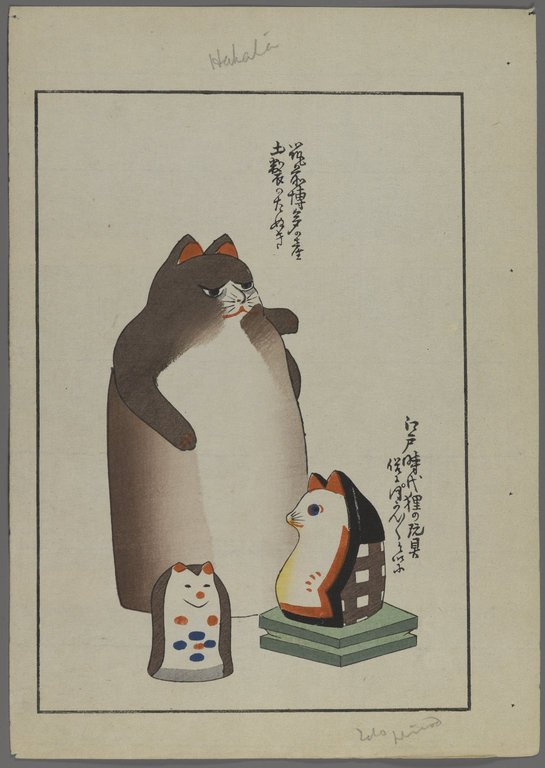
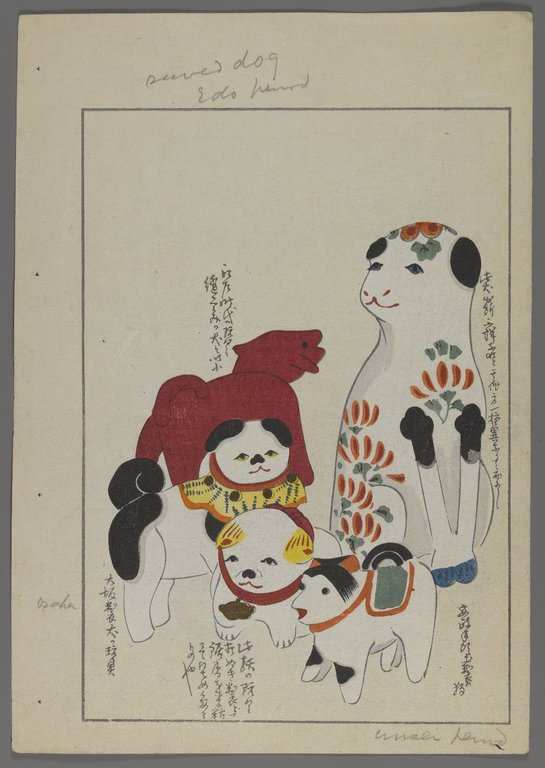
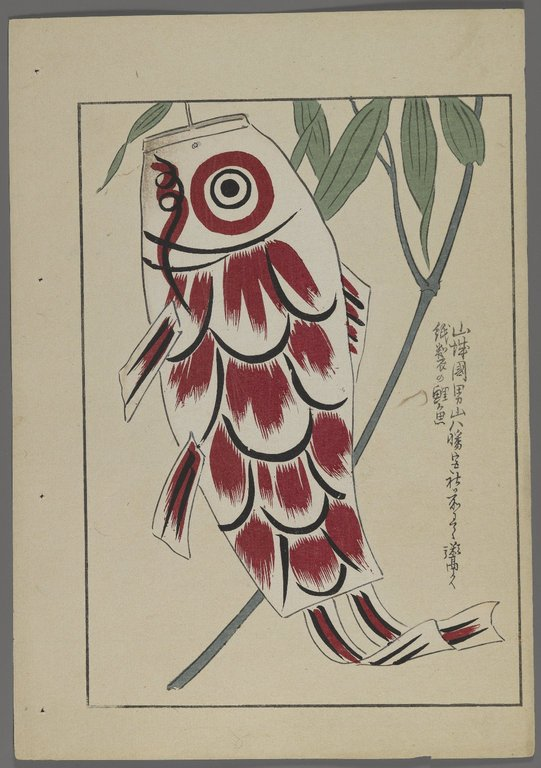
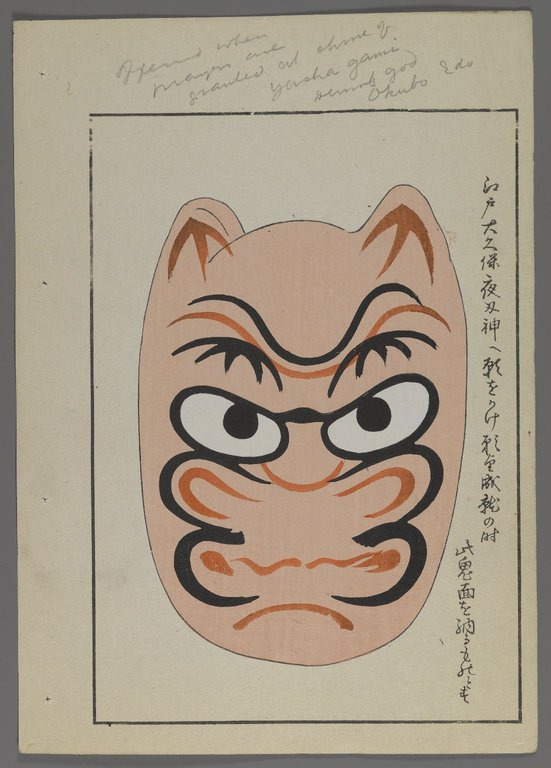
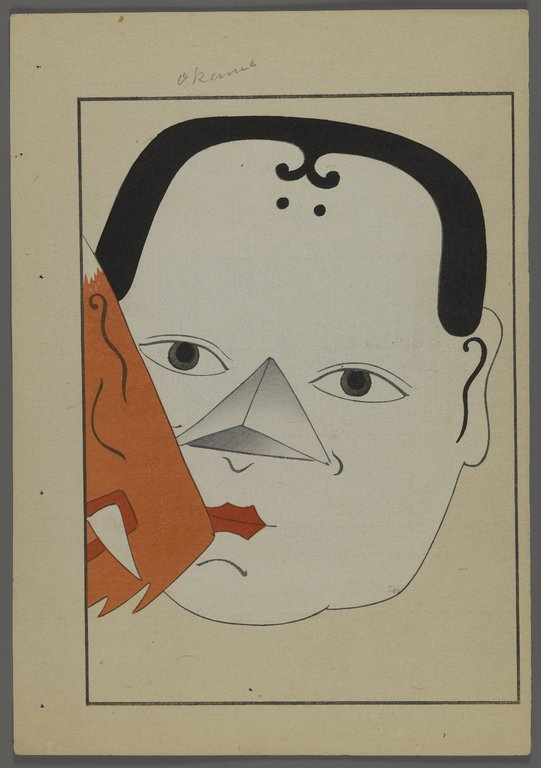

玩具図録『うなゐの友』の図

## 生涯
先祖は明暦年間に駿河国清水から江戸に来て運送業を営み、その11代目として神田旅籠町1丁目（現東京都千代田区外神田1-1）に生まれる。明治6年（1873年）頃から俳諧を学び、雅号を芳華堂晴風とする。父の友人である竹内田蝶に書画を習い、明治7年（1874年）頃から各地の郷土玩具に興味を持つようになる。明治12年（1879年）に仮名垣魯文・内田魯庵・坪井正五郎・大槻如電・巖谷小波・尾佐竹猛などと「竹馬の会」を結成し、玩具研究・蒐集を本格的に始める。明治26年（1893年）から玩具図録『うなゐの友』を発刊し10集まで続く。明治29年（1896年）から三村竹清・林若樹・奥村繁次郎らが主催していた「集古会」に参加し、世話人をつとめる。明治42年（1909年）に西澤仙湖の「大供会」に参加。大正2年（1913年）の2月に卒倒し、病床からふたたび立てず遺言で蒐集物をすべて分配することを遺言し逝去する。辞世は「今の世の玩具博士の晴風も 死ねば子供に帰る故郷」。墓は本妙寺にある。

## 著書
- 『神田の伝説』（神田公論社、1913年）
- 『街の姿』（太平書屋、1983年）